# تغير المناخ في إفريقيا

تعتبر افريقيا من احد اجمل قارات العالم واليوم سنتعرف على معلومات اكثر عليها

تصنيف كوبن للمناخ في قارة إفريقيا

يتعلق تغير المناخ في إفريقيا بجوانب تغير المناخ في داخل القارة الإفريقية. وقع تغير المناخ بالفعل ويعتبر حقيقة واضحة في أفريقيا. ووفقا للفريق الحكومي الدولي المعني بتغير المناخ، تعد أفريقيا من بين أكثر القارات عرضة لتغير المناخ. وينجم ضعف أفريقيا في مواجهة تغير المناخ عن مجموعة من العوامل التي تشمل ضعف القدرة على التكيف، والاعتماد الكبير على السلع البيئية من أجل كسب الرزق. من المرجح أن تكون لمخاطر تغير المناخ على الإنتاج الزراعي، والأمن الغذائي، وموارد المياه عواقب وخيمة على الأرواح وآفاق التنمية المستدامة في أفريقيا، وتتطلب إدارة هذه المخاطرة دمج إستراتيجيات التخفيف والتكيف في إدارة الخدمات المتعلقة بالنظام البيئي ونظم الإنتاج الزراعي في أفريقيا.
ارتفعت درجات الحرارة السطحية الملحوظة في أفريقيا عموما منذ أواخر القرن 19 إلى أوائل القرن 21 بحوالي 0.5 درجة مئوية، بينما تشير الظواهر الملحوظة في الهطول إلى وجود تباينات مكانية وزمانية. وتتفاوت التغيرات الملحوظة في درجات الحرارة والهطول إقليميا.
ومن ناحية أخرى، تحذر كاثي ليوسي مديرة البحوث الجوية في المركز الوطني الفرنسي للبحث العلمي مع باحثين آخرين أنه من المتوقع أن تمثل إفريقيا نصف انبعاثات التلوث في العالم بحلول عام 2030 إذا لم تتخذ إجراءات السيطرة على ديموغرافيا القارة.

## وسط إفريقيا
تعتبر منطقة وسط إفريقيا في معظمها منقطة غير ساحلية ومهددة جغرافيا بتغير المناخ. ونظرا لارتفاع تقلب المناخ والزراعة التي تعتمد على الأمطار، يتوقع أن تشهد منقطة وسط أفريقيا موجات حرارة أطول وأكثر تواترا، فضلا عن زيادة الرطوبة، وسيرتفع متوسط درجة الحرارة فيها ب1.5 إلى 2 درجة مئوية.

## شرق إفريقيا
تتميز منطقة شرق إفريقيا بارتفاع معدل تغير الأمطار الزمانية - المكانية التي تسيطر عليها أساسا نظم واسعة النطاق مثل منطقة التقارب بين المناطق المدارية، والتغيرات في درجات حرارة سطح البحر من أحواض مختلفة للمحيطات وأعاصير مدارية. وتشمل النظم الأخرى الملامح الطوبوغرافية (الهضاب)، ومسطحات المياه الداخلية مثل بحيرة فكتوريا، والكتل الجوية. وتشير الظواهر الأخيرة في هطول الأمطار إلى انخفاض عام في الأمطار الموسمية خلال الفترة من مارس إلى مايو مع زيادة طفيفة في أمطار يونيو إلى سبتمبر وأكتوبر إلى ديسمبر.
وقد شهدت المنطقة موجات جفاف متكررة وشديدة في العقود الاخيرة.  لوحظ أن تواتر وكثافة الأمطار الغزيرة في ازدياد في الماضي القريب. ومن ناحية أخرى، فإن درجة الحرارة في ازدياد مستمر في جميع أنحاء المنطقة، ويتوقع أن يتغير في المستقبل كل من هطول الأمطار ودرجة الحرارة في شرق أفريقيا، وتشير الدراسات الأخيرة بشأن توقعات المناخ إلى أن متوسط درجة الحرارة قد يزيد بحوالي 2 إلى 3 درجات مئوية بحلول منتصف القرن و2 إلى 5 درجات مئوية في نهاية القرن. من جهة أخرى، تشير النماذج إلى ارتفاع نسبة الأمطار خصوصا خلال أكتوبر ونوفمبر وديسمبر. وسوف يعتمد هذا على سيناريوهات الانبعاثات ومجموعة التقديرات لمختلف النماذج. ويقدر أنه إذا ارتفعت درجات الحرارة العالمية بمقدار2 درجة مئوية بدلا من 1.5 درجة مئوية، فمن المرجح أن ترتفع درجات الحرارة فوق شرق إفريقيا بمعدل أسرع من المتوسط العالمي.

## غرب إفريقيا
يمكن تقسيم منطقة غرب إفريقيا إلى أربع مناطق فرعية مناخية هي ساحل غينيا وسودانو - الساحل والساحل والصحراء الكبرى مع اختلاف الظروف المناخية. هذه الظروف المناخية المختلفة، بما في ذلك الدورة الموسمية من الأمطار، هي أساسًا مدفوعة بحركة الجنوب والشمال في منطقة التقارب بين المناطق الاستوائية التي تتميز بالتقاء الرياح الموسمية الجنوبية الغربية  والشمالية الشرقية الجافة. واستنادا إلى تغير هطول الأمطار ما بين السنوات، لوحظت ثلاث فترات مناخية رئيسية: الفترة الرطبة من عام 1951 إلى عام 1970 ثم فترة الجفاف من عام 1971 إلى عام 1990 ثم الفترة من عام 1991 إلى عام 2015 التي شهدت انتعاشا جزئيا في سقوط الأمطار. خلال الفترة الجافة، شهدت منطقة غرب أإريقيا أحداث جفاف شديدة، مع آثار مدمرة لا سيما في منطقة الساحل. شهدت العقود الأخيرة أيضا زيادة معتدلة في معدل سقوط الأمطار السنوية منذ بداية التسعينات. ومع ذلك، لا يزال مجموع الأمطار السنوية أدنى بكثير مما كان عليه قبل الجفاف الكبير.

## قطاعات التأثيسيؤثر تغير المناخ بشكل متزايد على إفريقيا بسبب عوامل عديدة. والواقع أن هذه التأثيرات محسوسة بالفعل وسيزداد حجمها إذا لم تتخذ إجراءات للحد من الانبعاثات الكربونية العالمية. وتشمل هذه التأثيرات ارتفاع درجات الحرارة والجفاف وتغير أنماط سقوط الأمطار وزيادة تغير المناخ. وتؤثر هذه الظروف على إنتاج الطاقة واستهلاكها. وقد أثر الجفاف الأخير في العديد من البلدان الإفريقية الذي ارتبط بتغير المناخ تأثيرًا سلبيًّا على أمن الطاقة والنمو الاقتصادي في جميع أنحاء القارة

### الزراعة والأمن الغذائي
الزراعة بطبيعتها تتأثر كثيرًا بالظروف المناخية، وهي من أكثر القطاعات عرضة لمخاطر تغير المناخ العالمي وآثاره. القطاع الزراعي في معظم البلدان الإفريقية هو في الأساس صغير نسبيًّا ويعتمد عل الأمطار، مما يجعله عرضة بشكل خاص لتقلب المناخ وآثاره. ومن المرجح أن تؤدي الاضطرابات الملحوظة والمتوقعة في أنماط هطول الأمطار بسبب تغير المناخ إلى تقصير الفصول المتزايدة والتأثير على إنتاجية المحاصيل في العديد من أجزاء إفريقيا. وعلاوة على ذلك، يهيمن على القطاع الزراعي في إفريقيا مزارعون من أصحاب الممتلكات الصغيرة الذين لديهم إمكانية محدودة للحصول على التكنولوجيا والموارد اللازمة للتكيف.
كان التغير المناخي ومايزال يمثل المصدر الرئيسي لتقلبات إنتاج الغذاء العالمي في بلدان العالم النامية التي يعتمد فيها الإنتاج على الأمطار اعتمادًا شديدًا. قطاع الزراعة يتأثر كثيرًا بتغير المناخ، ولا سيما التباين بين السنوات في الهطول، وأنماط درجات الحرارة، والظواهر الجوية الشديدة (الجفاف والفيضانات). ويتوقع أن تزداد هذه الأحداث المناخية في المستقبل ويتوقع أن تكون لها آثار كبيرة على قطاع الزراعة. وسيكون لذلك تأثير سلبي على أسعار الأغذية والأمن الغذائي والقرارات المتعلقة باستخدام الأراضي. يمكن تخفيض المحاصيل الناتجة عن الزراعة المطرية في بعض البلدان الإفريقية بنسبة تصل إلى 50 في المائة بحلول عام 2020 من أجل منع الآثار المدمرة مستقبلا والناجمة عن تغير المناخ على الإنتاج الغذائي، من الأهمية بمكان تعديل أو اقتراح السياسات الممكنة لمواجهة التقلبات المناخية المتزايدة. ويتعين على البلدان الإفريقية أن تبني إطارا قانونيا وطنيا لإدارة الموارد الغذائية وفقا للتقلب المناخي المتوقع. ولكن قبل وضع سياسة لمواجهة آثار تغير المناخ، ولا سيما في قطاع الزراعة، من الأهمية بمكان أن يكون هناك فهم واضح لكيفية تأثير تقلب المناخ على مختلف المحاصيل الغذائية.